# Universität Porto
Die Universität Porto (port.: Universidade do Porto; lat.: Universitas Portugalensis) (UP) ist eine der größten staatlichen Universitäten Portugals mit Sitz in der Stadt Porto.

## Geschichte
Die Universität wurde am 22. März 1911 durch den Zusammenschluss der Polytechnischen Akademie Porto (Academia Politécnica de Porto) und der Chirurgischen Schule Porto (Escola Médico-Cirúrgica de Porto) im gleichen Jahr wie die Universität Lissabon gegründet. Die ersten Fakultäten der Universität Porto waren die Fakultät für Mathematik, Physik und Naturwissenschaften sowie die Fakultät für Medizin.

## Fakultäten
Heute betreibt die Universität 14 Fakultäten (Faculdades da Universidade do Porto):
- Fakultät der Sportwissenschaften FADEUP (Desporto)
- Fakultät der Architektur FAUP (Arquitectura)
- Fakultät der Bildenden Künste FBAUP (Belas Artes) (bis 1994 als Escola Superior de Belas Artes do Porto eigenständig)
- Fakultät der Ernährungswissenschaften FCNAUP (Ciências da Nutrição e Alimentação)
- Fakultät der Naturwissenschaften FCUP (Ciências)
- Fakultät der Rechtswissenschaften FDUP (Direito)
- Fakultät der Wirtschaftswissenschaften FEP (Economia)
- Fakultät Maschinenbau FEUP (Engenharia)
- Fakultät Pharmazie FFUP (Farmácia)
- Fakultät der Literaturwissenschaften FLUP (Letras)
- Fakultät Zahnmedizin FMDUP (Medicina Dentária)
- Fakultät Medizin FMUP (Medicina)
- Fakultät Psychologie und Pädagogik FPCEUP (Psicologia e Ciências da Educação)
- ICBAS Abel-Salazar-Institut für Biomedizin (Instituto de Ciências Biomédicas Abel Salazar)

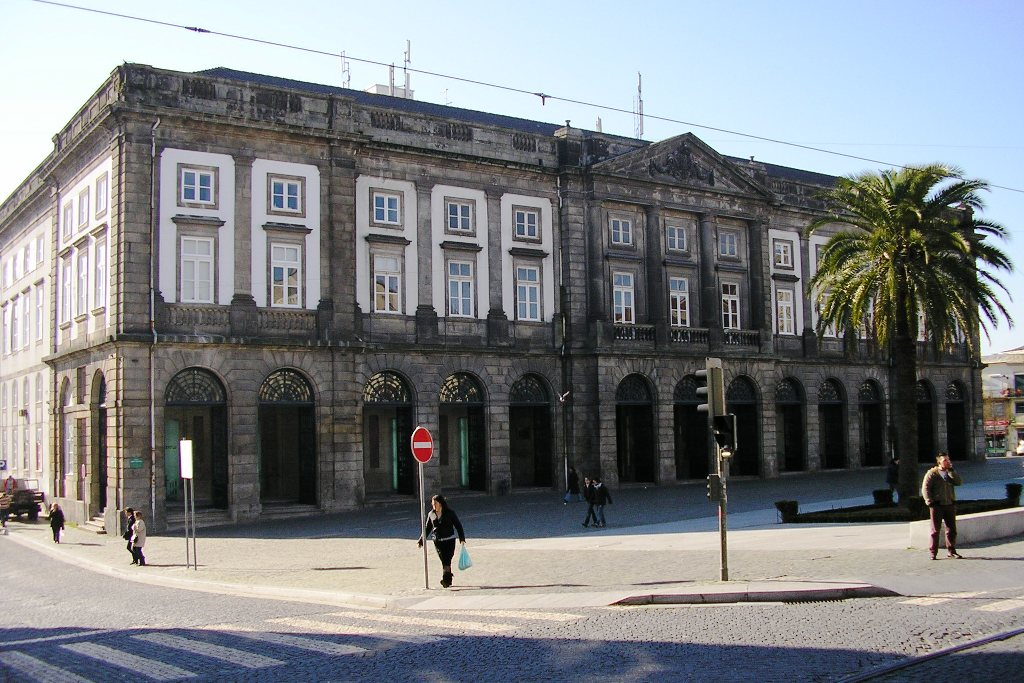
Rektorat der Universität Porto (erbaut: 1911)
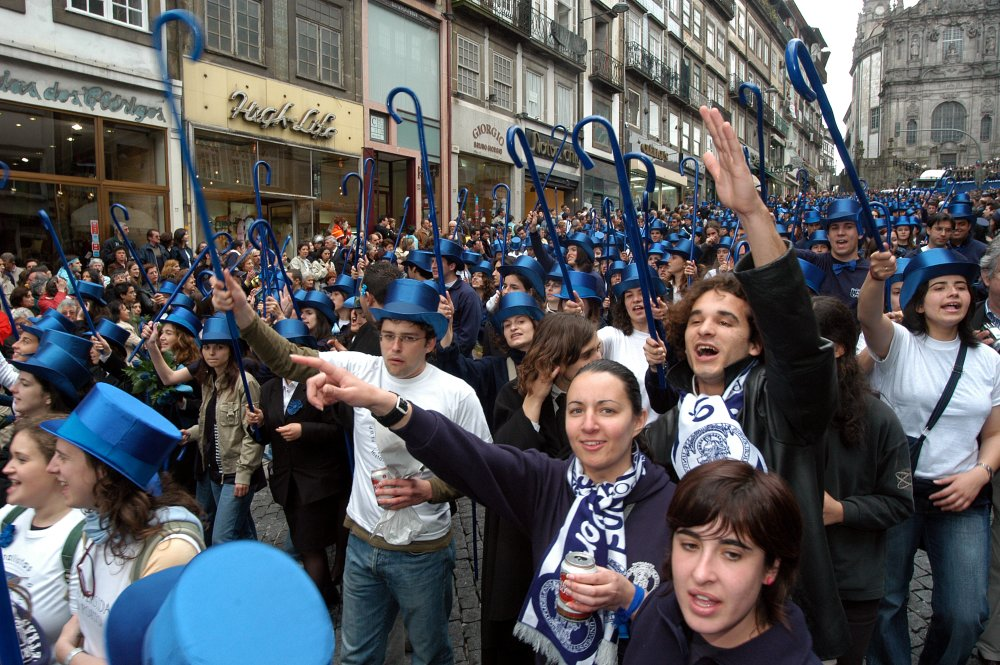
Traditionelle Studenten-Parade Queima das Fitas
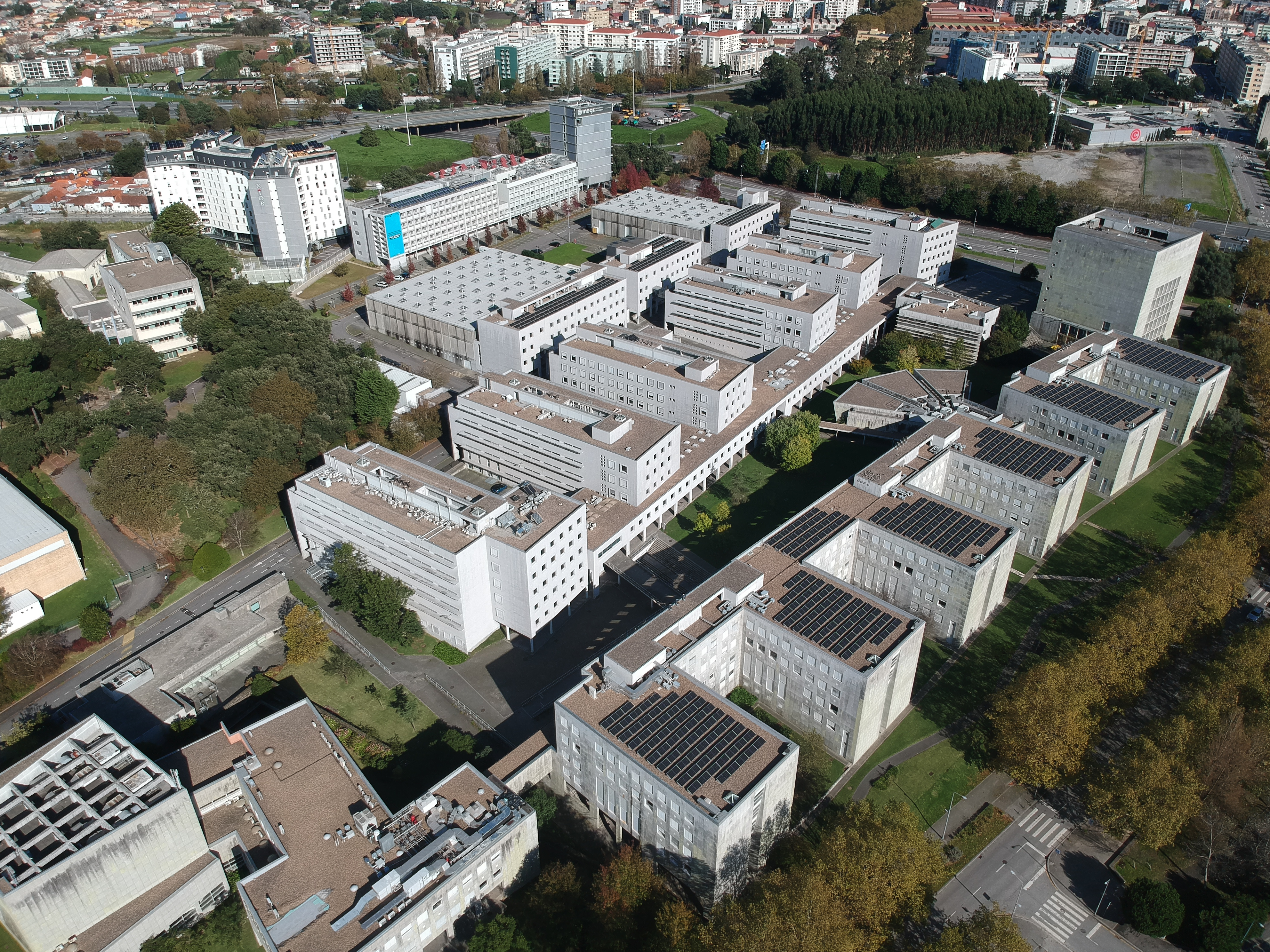
Ingenieurwissenschaftliche Fakultät FEUP
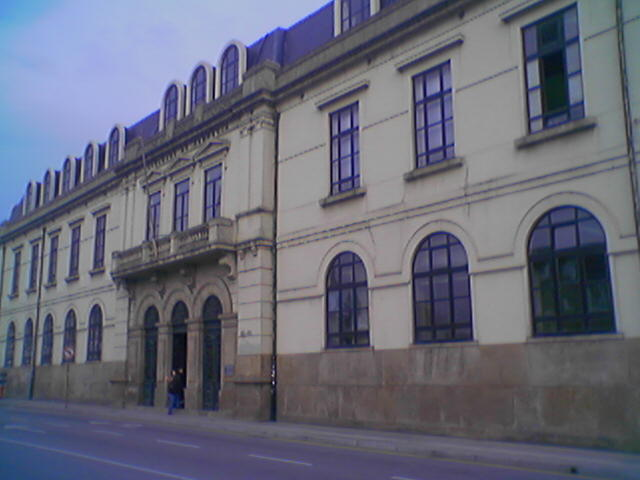
Pharmazeutische Fakultät FFUP
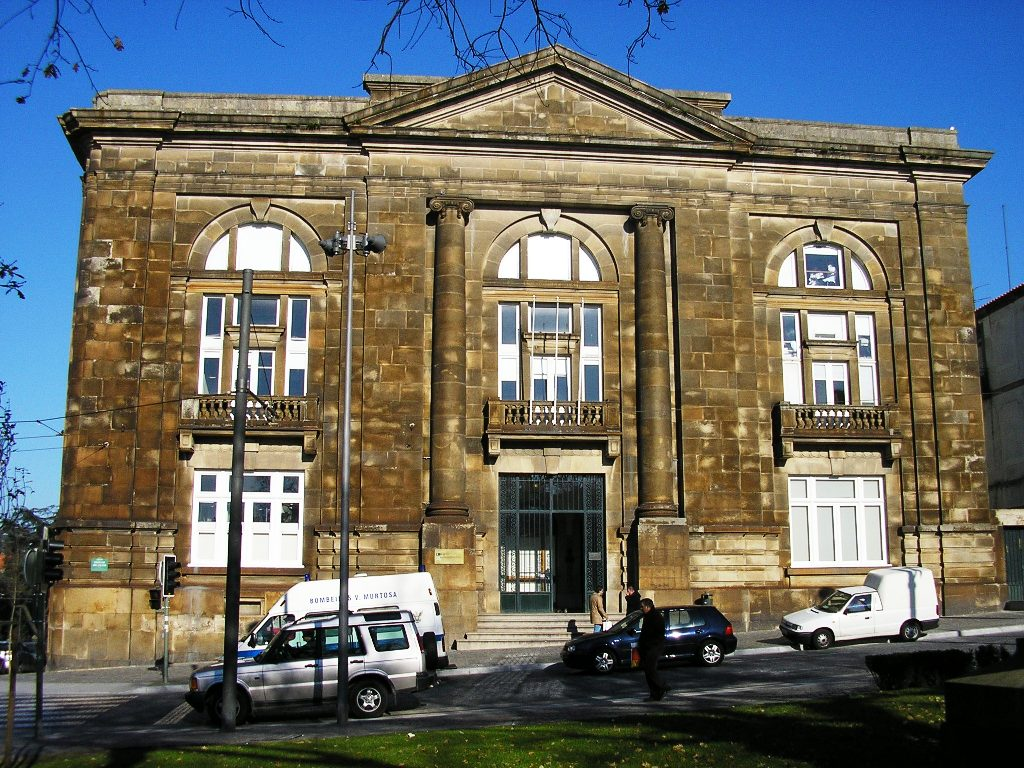
Abel-Salazar-Institut für Biomedizin ICBAS
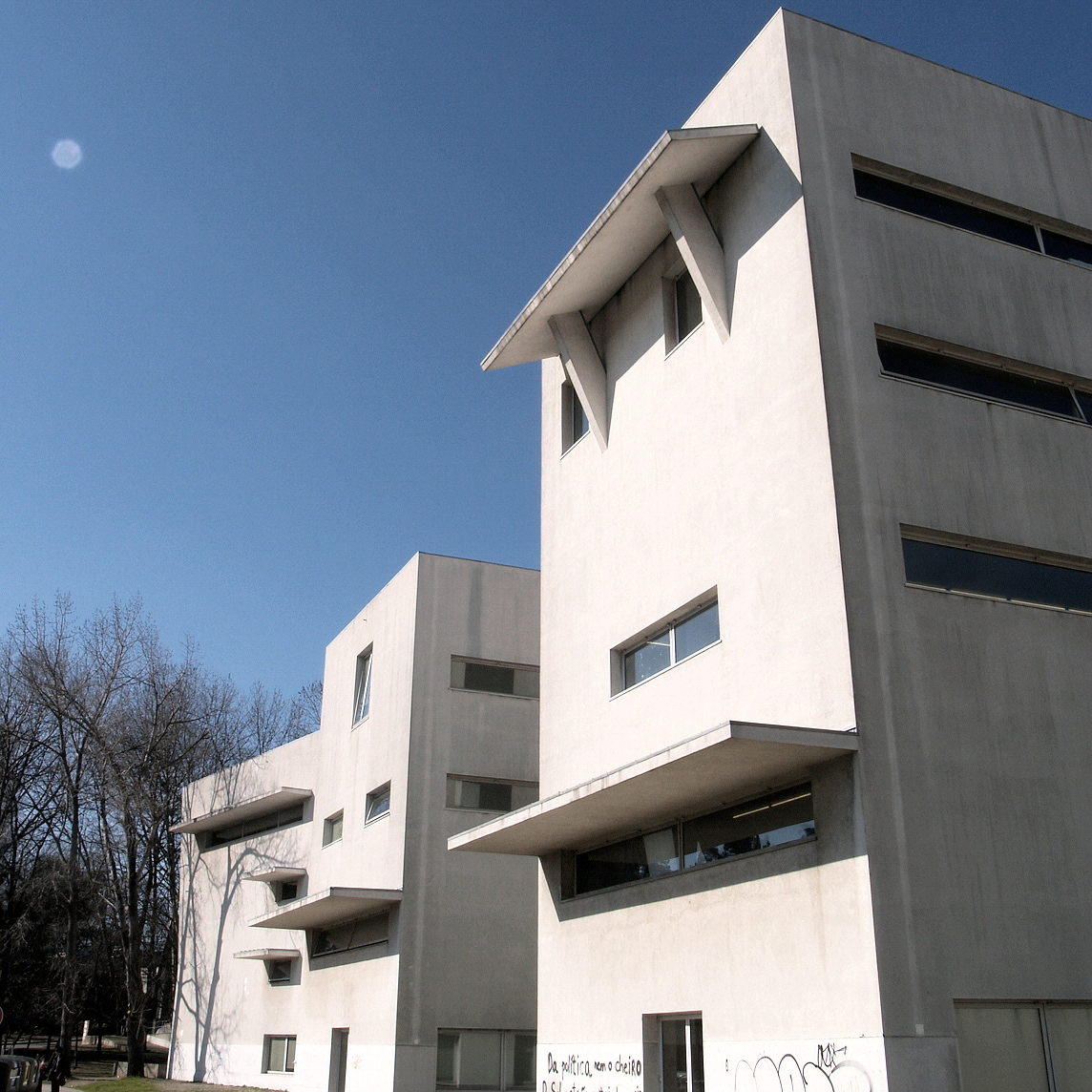
Fakultät der Architektur, entworfen vom Architekten Álvaro Siza Vieira
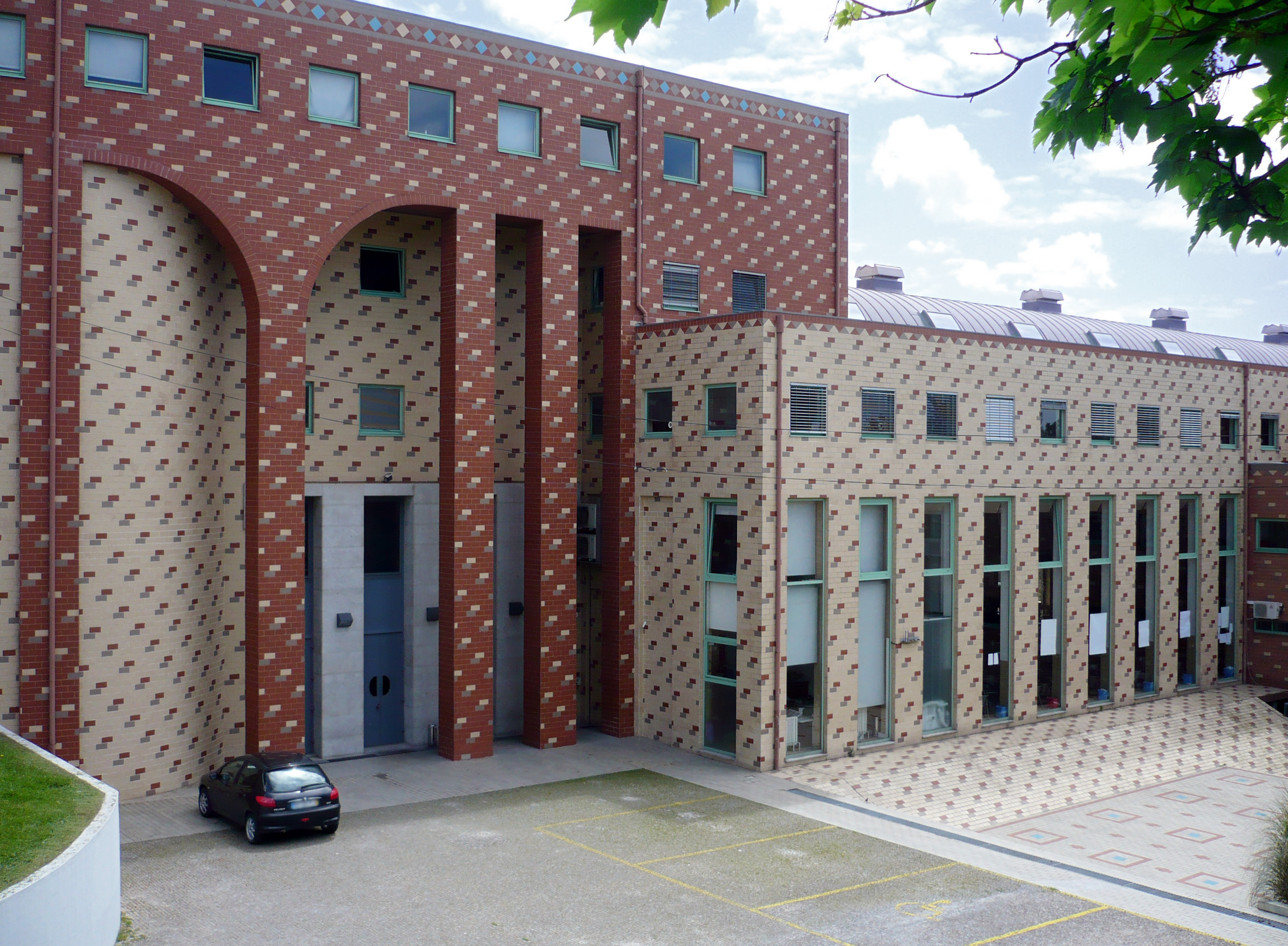
Literaturwissenschaftliche Fakultät FLUP (im Mai 2008).

### Partnerhochschulen
- Umwelt-Campus Birkenfeld